# هنري هانون
هنري هانون (بالإنجليزية: Henry Hannon)‏ هو لاعب كرة قاعدة أمريكي، ولد في 21 أغسطس 1882 في مونتغومري في الولايات المتحدة، وتوفي بنفس المكان في 10 ديسمبر 1958.